# Myron de Priène
Pour les articles homonymes, voir Myron.
Myron, en grec ancien Μύρὀν, est un historien grec, né à Priène, dont l'existence ne peut être datée avec précision. On pense qu’il vécut à la haute époque hellénistique ou au plus tard au IIIe siècle av. J.-C.

## Notice historique
Son ouvrage, en deux livres, qui décrivait la domination de Sparte sur la Messénie ne nous est guère connu que par Pausanias qui lui fit des emprunts pour raconter l’histoire des guerres de Messénie, notamment sur les faits concernant la première guerre, que Myron relate depuis la prise d’Amphéia — ville près de la frontière lacédémonienne — jusqu’à la mort d’Aristodème. À la lueur des poèmes de Tyrtée et de Rhianos, Pausanias, comme la majorité des historiens postérieurs, a jugé son récit entaché de quelques invraisemblances et anachronismes. Athénée a préservé deux fragments de ses écrits, au sujet des Hilotes.